# Douaumont-Vaux
Douaumont-Vaux es una comuna nueva francesa situada en el departamento de Mosa, de la región de Gran Este.

## Historia
Fue creada el 1 de enero de 2019, en aplicación de una resolución del prefecto de Mosa de 19 de diciembre de 2018 con la unión de las comunas de Douaumont y Vaux-devant-Damloup, pasando a estar el ayuntamiento en la antigua comuna de Vaux-devant-Damloup.

## Demografía
Según los datos aportados en la resolución del prefecto de Mosa, la comuna se crea con 82 habitantes.

## Composición
| Comuna fusionada    | Código INSEE | Población (2016) | Superficie (km²) | Densidad (hab./km²) |
| ------------------- | ------------ | ---------------- | ---------------- | ------------------- |
| Douaumont           | 55164        | 7                | 6.14             | 1.1                 |
| Vaux-devant-Damloup | 55537        | 74               | 6.56             | 11                  |